# Molophilus pusio
Molophilus pusio là một loài ruồi trong họ Limoniidae. Chúng phân bố ở miền Australasia.